# Bilastyna
Bilastyna – organiczny związek chemiczny stosowany jako lek przeciwhistaminowy II generacji, antagonista receptora histaminowego H1.
Bilastyna wprowadzona została do terapii w 2010 roku. Stosowana jest w leczeniu objawowym sezonowego oraz całorocznego nieżytu nosa i zapalenia spojówek, a także pokrzywki.

## Zastosowanie
Bilastyna spełnia kryteria leku przeciwhistaminowego do leczenia kataru siennego (alergicznego nieżytu nosa) zgodnie z wytycznymi ARIA 201, gdzie pacjentom z ANN zaleca się stosowanie nowej generacji doustnych leków antyhistaminowych, niewykazujących działania sedatywnego i niewchodzących w interakcje z cytochromem P450. Badania Horaka i wsp. potwierdziły istotne zmniejszenie objawów nosowych (ang. Total Nasal Symptom Score TNSS) przy ANN, jak kichanie, świąd nosa czy wodnista wydzielina już w pierwszej dobie od podania leku. Bilastyna redukuje też objawy oczne występujące przy ANN (zgodnie z wynikami badań Kuny i wsp. świąd oczu o 64,4%, łzawienie oczu o 70,9% i zaczerwienienie oczu o 65,2%). Z kolei badania Bacherta i wsp. potwierdzają skuteczność bilastyny w leczeniu zapalenia błony śluzowej nosa porównywalną do desloratadyny.

## Farmakokinetyka i farmakodynamika
Bilastyna wykazuje liniową farmakokinetykę w zakresie badanych dawek (5 do 200 mg) z niewielką zmiennością międzyosobniczą. Szybko wchłaniana po przyjęciu doustnym, osiągając maksymalne stężenie w osoczu krwi już po około 1,3 godziny. Pojemność dystrybucji bilastyny wynosi 1,29 l/kg, a jej efekt terapeutyczny utrzymuje się do 26 godzin. Nie zaobserwowano kumulacji leku w organizmie. Prawie 95% dawki 20 mg jest wydalane z moczem (28,3%) i kałem (66,5%) w postaci niezmienionej. Stąd wiadomo, że bilastyna nie jest metabolizowana w wątrobie, więc ryzyko wejścia w interakcje z lekami metabolizowanymi przez cytochrom P450 jest bliskie zeru. W dawkach terapeutycznych bilastyna wiąże się z białkami osocza w 84–90%, a jej średni okres półtrwania wynosi 14,5 godziny.

## Mechanizm działania
Bilastyna znosi wszystkie działania biologiczne histaminy – jednego z najważniejszych mediatorów w alergicznym nieżycie nosa, alergicznym zapaleniu spojówek czy w astmie oskrzelowej, a także w innych procesach zapalnych. Pobudzając receptor H1, histamina powoduje skurcz mięśni gładkich oskrzeli – napad duszności, a także jelit u alergików pokarmowych. Doprowadza także do rozszerzenia naczyń tętniczych i naczyń żylnych błon śluzowych, co odpowiada za powstanie wodnistej wydzieliny z nosa i bąbli pokrzywkowych z rumieniem. Pobudzenie wybranych receptorów czuciowych skutkuje zaś świądem nosa, skóry oraz odruchowe kichanie. Bilastyna blokuje biologiczne działanie histaminy, stabilizuje receptor H1 w formie nieaktywnej, uniemożliwia połączenie się z nim cząsteczki histaminy, a w konsekwencji aktywację receptora i dalsze przekazywanie sygnału. Prowadzi to do:
- zmniejszenia obrzęku tkanek;
- zmniejszenia nacieku zapalnego;
- zmniejszenia wydzielania gruczołowego;
- zaniku kichania;
- zmniejszenia świądu skóry i błon śluzowych;
- zaniku rumienia;
- zmniejszenia obrzęku skóry, błony śluzowej nosa i tkanek objętych zapaleniem;
- obniżenia aktywności limfocytów B.

Bilastyna jako lek przeciwhistaminowy II generacji wykazuje wysokie powinowactwo do receptora histaminowego H1 i jedynie śladowe powinowactwo do receptorów innych amin i peptydów. Powinowactwo do receptora H1 jest około trzy razy większe niż cetyryzyny i pięć razy większe niż feksofenadyny. Przekłada się to na obniżenie ryzyka działań niepożądanych w stosunku do leków przeciwhistaminowych I generacji, które odznaczają się niską selektywnością i działają nie tylko na receptor H1, ale także na receptory muskarynowe, receptory adrenergiczne alfa, receptory serotoninowe oraz kanały potasowe. W odróżnieniu od nich bilastyna nie przenika przez barierę krew–mózg i nie blokuje receptora H1 w ośrodkowym układzie nerwowym. Wykazuje też działanie zarówno receptorowe, jak i pozareceptorowe, odznaczając się dodatkowym działaniem przeciwzapalnym, niezależnym od receptora H1 i innych receptorów histaminowych.

## Wskazania do stosowania
Wskazaniami do stosowania bilastyny są:
- leczenie alergicznego zapalenia spojówek;
- profilaktyka i leczenie alergicznego nieżytu nosa:
  - sezonowego;
  - przewlekłego (całorocznego);
  - lekkiego;
  - umiarkowanego/ciężkiego;
- leczenie objawowe pokrzywki;
  - ostrej;
  - przewlekłej.

## Przeciwwskazania
Nadwrażliwość na substancję czynną bilastynę lub na którąkolwiek substancję pomocniczą preparatu leczniczego. 
Nie ustalono skuteczności i bezpieczeństwa terapii opartej na bilastynie u dzieci poniżej 12. roku życia. 
U pacjentów z umiarkowaną lub ciężką niewydolnością nerek należy unikać jednoczesnego aplikowania leku z inhibitorami P-glikoproteiny (np. ketokonazol, erytromycyna, cyklosporyna, rytonawir lub diltiazem), gdyż może to zwiększać stężenie bilastyny w osoczu, a tym samym podnosić ryzyko wystąpienia działań niepożądanych.
W celu zachowania należytej ostrożności zaleca się unikanie stosowania podczas ciąży. Nie stwierdzono wydzielania bilastyny do mleka matki, jednak decyzja dotycząca kontynuowania karmienia piersią i/lub kontynuowania terapii bilastyną powinna być podjęta po rozważeniu stosunku korzyści wynikających z karmienia piersią (dla dziecka) i z leczenia bilastyną (dla matki).

## Działania niepożądane
Bilastyna jest lekiem przeciwhistaminowym o bardzo niskim Kd (44). Lek silnie wiąże się więc z receptorem H1 (pięć razy silniej niż feksofenadyna), a z innymi receptorami (alfa adrenergicznym, serotoninergicznym czy receptorem acetylocholinowym) – w niewielkim stopniu. Dzięki temu bilastyna nie ma praktycznie żadnych istotnych działań niepożądanych, a ich ewentualne występowanie jest zbliżone do działań niepożądanych podczas podawania placebo.
Badania kliniczne wykazały, że najczęściej zgłaszanymi działaniami niepożądanymi u pacjentów przyjmujących bilastynę w dawce 20 mg należały: ból głowy, senność, zawroty głowy i zmęczenie. Przy tym występowały one z częstotliwością podobną, jak u pacjentów przyjmujących placebo (12,7% w stosunku do 12,8%). Badania potwierdzają, że w odniesieniu do desloratadyny, bilastyna wywołuje znacznie mniej objawów niepożądanych (32,6% dla desloratadyny w stosunku do 28,3% dla bilastyny). Zestawiona z cetyryzyną, wykazuje mniejsze natężenie senności (4,8% dla cetyryzyny w stosunku do 0,4% dla bilastyny) i zmęczenia (7,5% dla cetyryzyny w stosunku do 1,8% dla bilastyny) po jej zażyciu. Bilastyna w pojedynczej dawce 20 mg i dawkach powtarzanych przez 8 dni nie wpływa również na zdolność prowadzenia pojazdów oraz nie wykazuje działania kardiotoksycznego.

## Interakcje
- Żywność – jedzenie zmniejsza dostępność biologiczną bilastyny o 30% po podaniu doustnym.
- Sok grejpfrutowy – jego spożycie zmniejsza dostępność biologiczną bilastyny o 30%, co może dotyczyć też innych soków owocowych, a natężenie efektu zależeć od producenta i składu produktu. Mechanizmem tej interakcji jest zahamowanie polipeptydu OATP1A2 – transportera wychwytu – dla którego substratem jest bilastyna.
- Inhibitory OATP1A2 (np. rytonawir, ryfampicyna) – mogą, podobnie jak soki i żywność, zmniejszać stężenia bilastyny w osoczu.
- Ketokonazol lub erytromycyna – ich jednoczesne spożycie z bilastyną zwiększa dwukrotnie ekspozycję ogólnoustrojową (AUC), a dwu-trzykrotnie maksymalne stężenie we krwi (Cmax), co tłumaczy się interakcją z jelitowym wypływem transporterów.
- Inhibitory glikoproteiny P (np. cyklosporyna) – mogą zwiększać stężenie bilastyny w osoczu.
- Diltiazem – jednoczesne przyjęcie 20 mg bilastyny i 60 mg diltiazemu zwiększa maksymalne stężenie bilastyny we krwi (Cmax) o 50%, co wynika z interakcji z jelitowym wypływem transporterów.
- Lorazepam – jednoczesne przyjmowanie 20 mg bilastyny i 3 mg lorazepamu przez 8 dni nie nasiliło depresyjnego wpływu lorazepamu na ośrodkowy układ nerwowy.
- Alkohol – sprawność psychomotoryczna po jednoczesnym spożyciu alkoholu i 20 mg bilastyny jest podobna do obserwowanej po przyjęciu alkoholu i placebo.

## Dawkowanie i sposób podawania
Lek przeznaczony jest do doustnej aplikacji 1 h przed posiłkiem lub 2 h po posiłku bądź też spożyciu soku owocowego. Zalecane jest przyjęcie dobowej dawki jednorazowo (dorośli i dzieci powyżej 12 lat). Stąd ewentualne linie podziału występujące na tabletkach zawierających bilastynę służą nie do zmniejszenia dawki o połowę, lecz ułatwieniu połknięcia leku po uprzednim podzieleniu tabletki. Zalecana maksymalna dawka preparatu to 20 mg (1 tabletka) dziennie. W przypadku nasilonych objawów pokrzywki po 2-tygodniowej terapii Gdy po 1-4 tygodni takiego leczenia objawy nie ustąpią, zaleca się zmianę preparatu leczniczego.
Czas trwania terapii jest zależny od przyczyny podjęcia leczenia:
- alergiczne zapalenie błony śluzowej nosa (AZBŚN) – leczenie ograniczone do okresu ekspozycji na alergen;
- sezonowe zapalenia błony śluzowej nosa (SAR, z ang. seasonal allergic rhinitis) – leczenie przerywane po ustąpieniu objawów i wznawiane w momencie ich nawrotu;
- całoroczny zapalenie błony śluzowej nosa – leczenie ciągłe podczas okresów ekspozycji na alergeny;
- pokrzywka – leczenie zależne od jej typu, czasu trwania oraz przebiegu dolegliwości.

Nie jest wymagane dostosowanie indywidualnej dawki leku u pacjentów w podeszłym wieku, z zaburzeniami czynności nerek oraz z zaburzeniami czynności wątroby. Stężenie bilastyny w osoczu u pacjentów z zaburzeniem czynności nerek mieści się bowiem w bezpiecznym zakresie. Podobnie zmiany w czynności wątroby nie wpływają istotnie na farmakokinetykę bilastyny, gdyż ta metabolizowana jest głównie przez nerki. Nie zaobserwowano również istotnych różnic dotyczących farmakokinetyki leku u osób w podeszłym wieku w porównaniu z młodszymi pacjentami.
W Polsce bilastyna dostępna jest w postaci wielu preparatów handlowych.